# Tomás S. Vives Antón
Tomás S. Vives Antón (Elx, 1939) és un jurista valencià. Es convertí en magistrat del Tribunal Constitucional d'Espanya l'abril de 1995.